# Horny
Horny (biał Гарны, Harny) – wieś na Białorusi, w obwodzie grodzieńskim, w rejonie grodzieńskim, w sielsowiecie Kwasówka.
W latach 1921–1939 Horny należały do gminy Hornica w ówczesnym województwie białostockim.
Według Powszechnego Spisu Ludności z 1921 roku wieś zamieszkiwało 261 osób, 31 było wyznania rzymskokatolickiego, 230 prawosławnego. Jednocześnie 30 mieszkańców zadeklarował polską przynależność narodową, a 231 białoruską. Były tu 44 budynki mieszkalne.
W folwarku o tej samej nazwie, leżącego na północ od wsi, zamieszkiwały 62 osoby, 24 były wyznania rzymskokatolickiego, a 38 prawosławnego. 27 mieszkańców deklarowało narodowość polską, a 35 białoruską.